# مارك موريس (لاعب كرة قدم)
مارك موريس (بالإنجليزية: Mark Morris)‏ (26 سبتمبر 1962 بكارشالتون في المملكة المتحدة - ) هو مدرب كرة قدم ولاعب كرة قدم بريطاني في مركز الدفاع. لعب مع برايتون أند هوف ألبيون وشيفيلد يونايتد ونادي بورنموث ونادي غيلينغهام ونادي واتفورد ونادي ويمبلدون ونادي ألدرشوت وDorchester Town F.C. ‏ ونادي ألدرشوت تاون وهاستينغز يونايتد.

## وصلات خارجية
- مارك موريس على موقع قاعدة بيانات كرة القدم.إي يو (الإنجليزية)
- مارك موريس على موقع Soccerbase.com (لاعب) (الإنجليزية)